# Prvenstvo Anglije 1907
Prvenstvo Anglije 1907 v tenisu.

## Moški posamično
Norman Brookes :  Arthur Gore, 6-4, 6-2, 6-2

## Ženske posamično
May Sutton :  Dorothea Lambert-Chambers, 6-1, 6-4

## Moške dvojice
Norman Brookes /  Tony Wilding :  Karl Behr /  Beals Wright, 6–4, 6–4, 6–2